# Willa Henryka Michela
Willa Henryka Michela – willa znajdująca się przy ulicy Sienkiewicza 100 w Łodzi.

## Historia i architektura
Właścicielem willi był Henryk Michel, który posiadał niewielką fabrykę prunelu, założoną około 1896 roku. Jego dom stanął w 1905 roku. Ma charakterystyczny wykusz na fasadzie, którego dolną część pokrywają pnącza z liśćmi i kwiatami (typowy ornament secesyjny). Okna chronią dekoracyjne kraty, sztukaterie i witraże. 
Od 1945 roku w willi znajdowała się komenda Hufca ZHP Łódź-Śródmieście, obecnie budynek jest prywatną własnością.